# Barbara Armbrust
Barbara Armbrust, kanadska veslačica, * 13. avgust 1963, St. Catharines, Ontario.
Na Poletnih olimpijskih igrah 1984 v Los Angelesu je v četvercu s krmarjem osvojila srebrno medaljo. Leto kasneje je v isti disciplini osvojila še bron na svetovnem prvenstvu v Hazewinklu.